# Musée d'histoire locale de Vinnytsia
Le  musée d'histoire locale est une institution située à Vinnytsia en Ukraine.

## Description
Il abrite 100 000 objets.

### Le bâtiment
Il se trouve au  19 rue Soborna. Il a un temps occupé une partie des murs de la ville. Créé en 1918 il a ouvert l'année suivante en étant enrichi des collections nationalisées des grandes familles comme les Potocki et Stroganov. Y furent ensuite adjointes les confiscations des églises locales puis les résultats de fouilles archéologiques ce qui en fait l'un des plus importants musées de la région. C'est en 1929 qu'il a été localisé dans les locaux des jésuites.

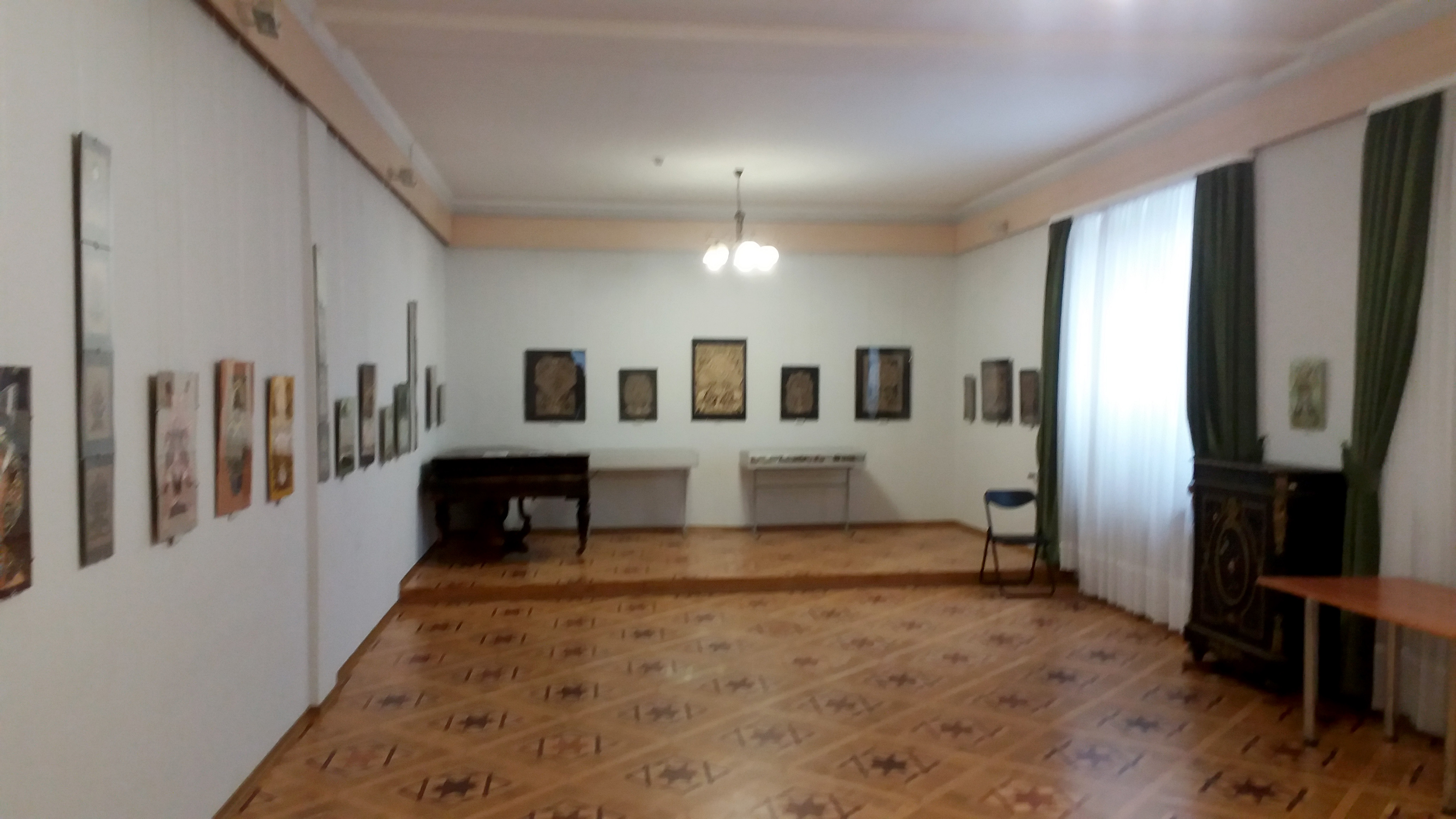
Une salle
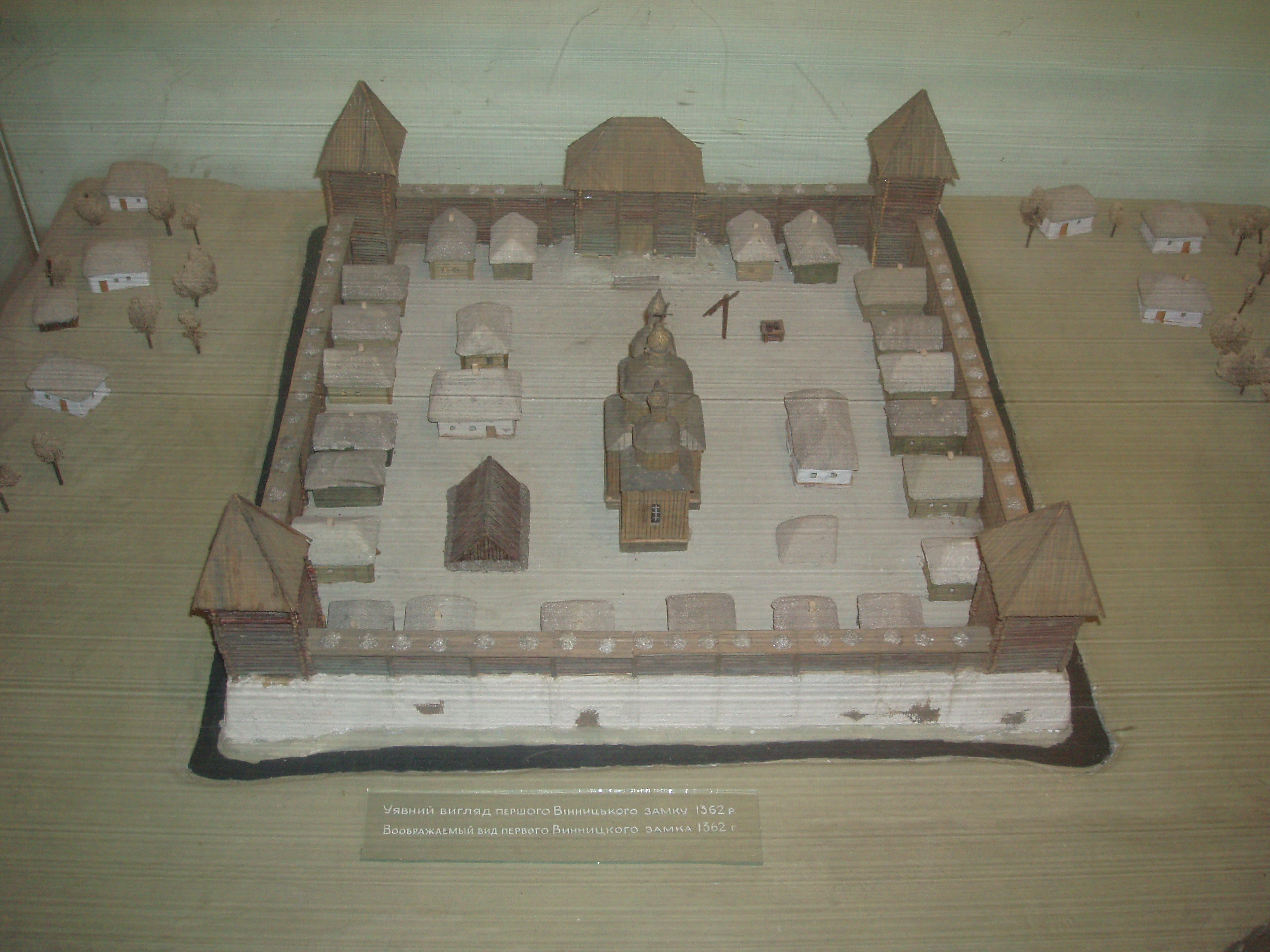
avec une maquette possible du château,
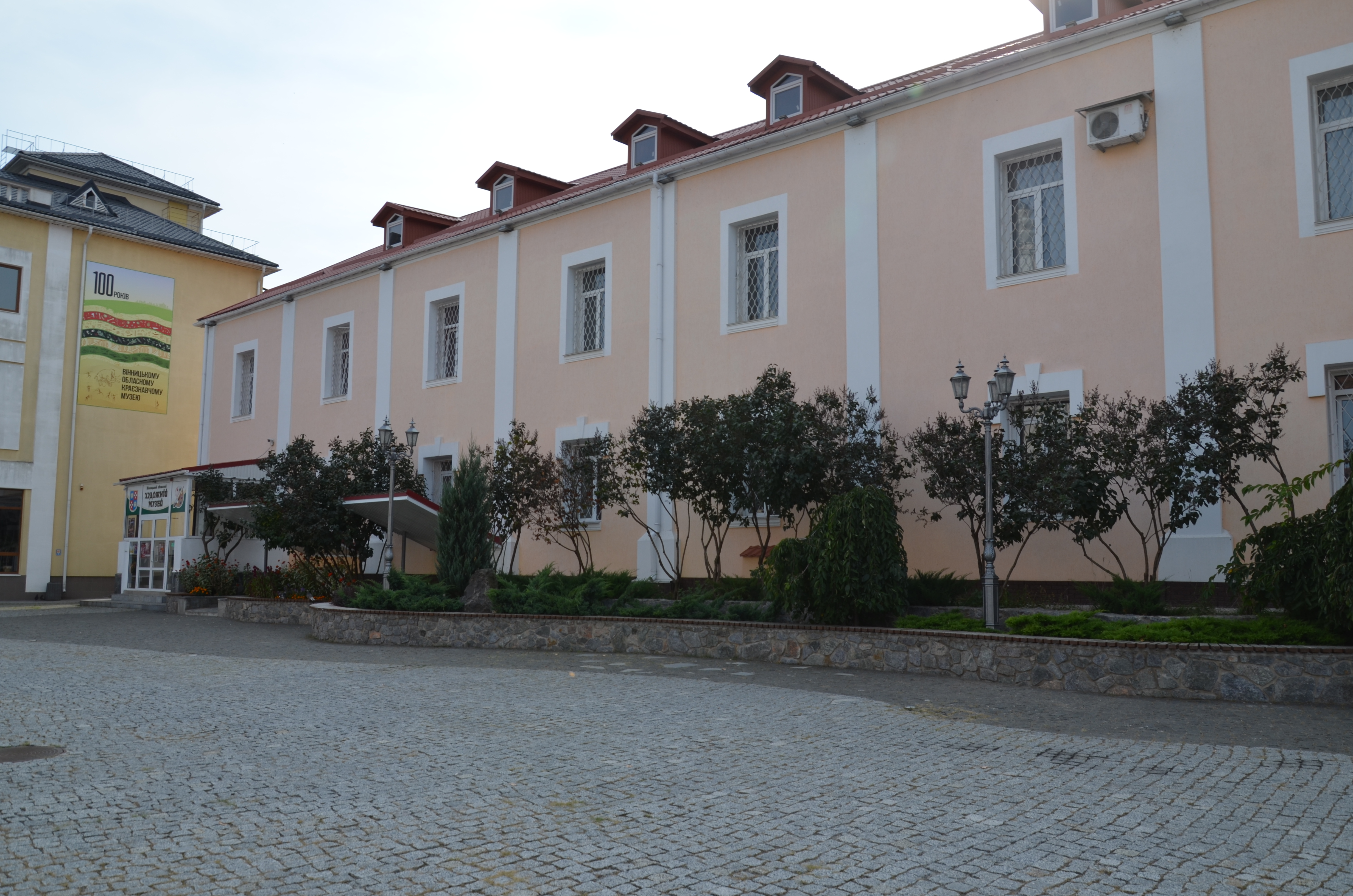
cellules monacales, classées[2].

## Annexe
Le musée est aussi développé à Brailiv dans le palais von Meck.

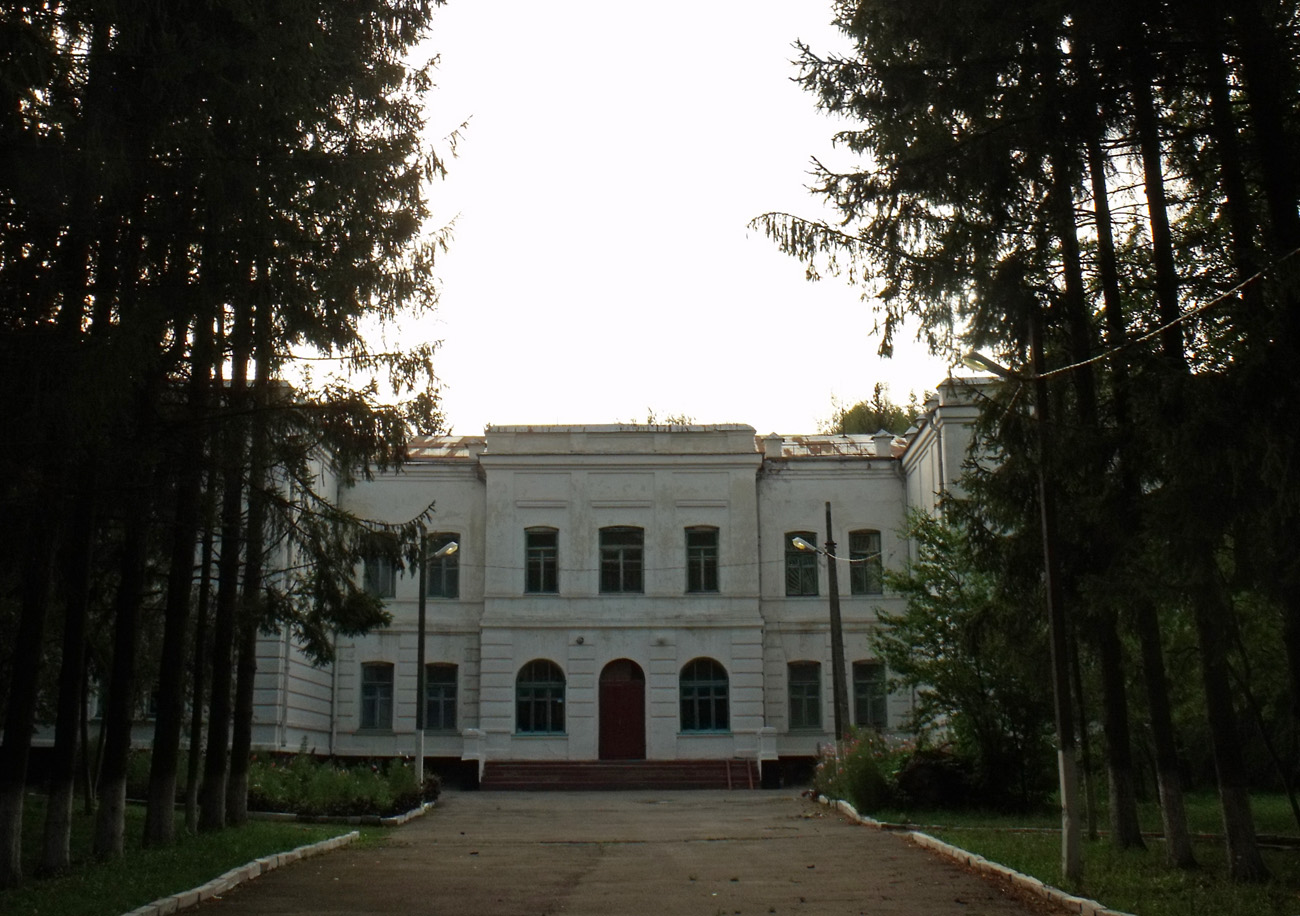
L'annexe de Braïliv, classée
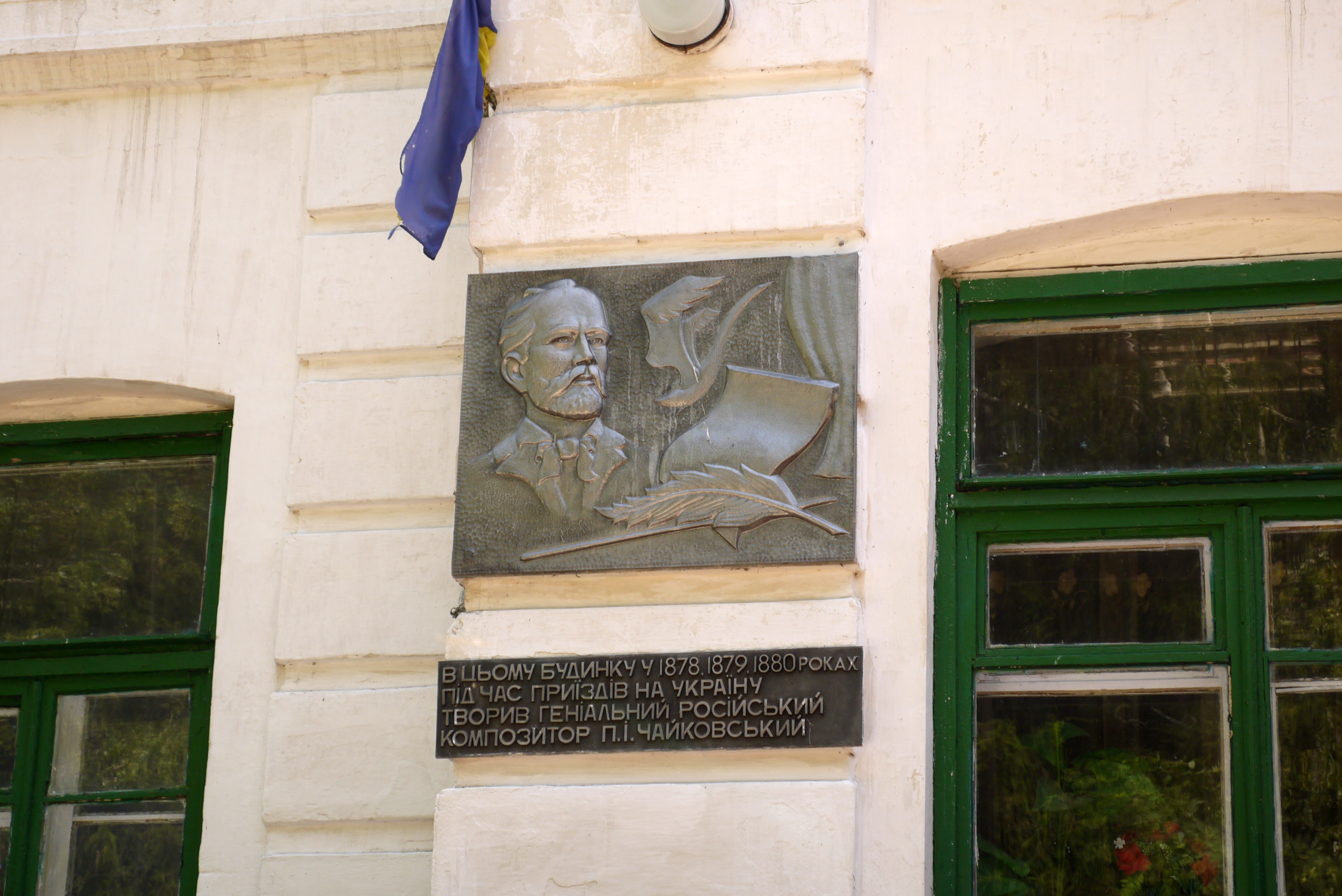
dédicacé à Tchaïkovski,
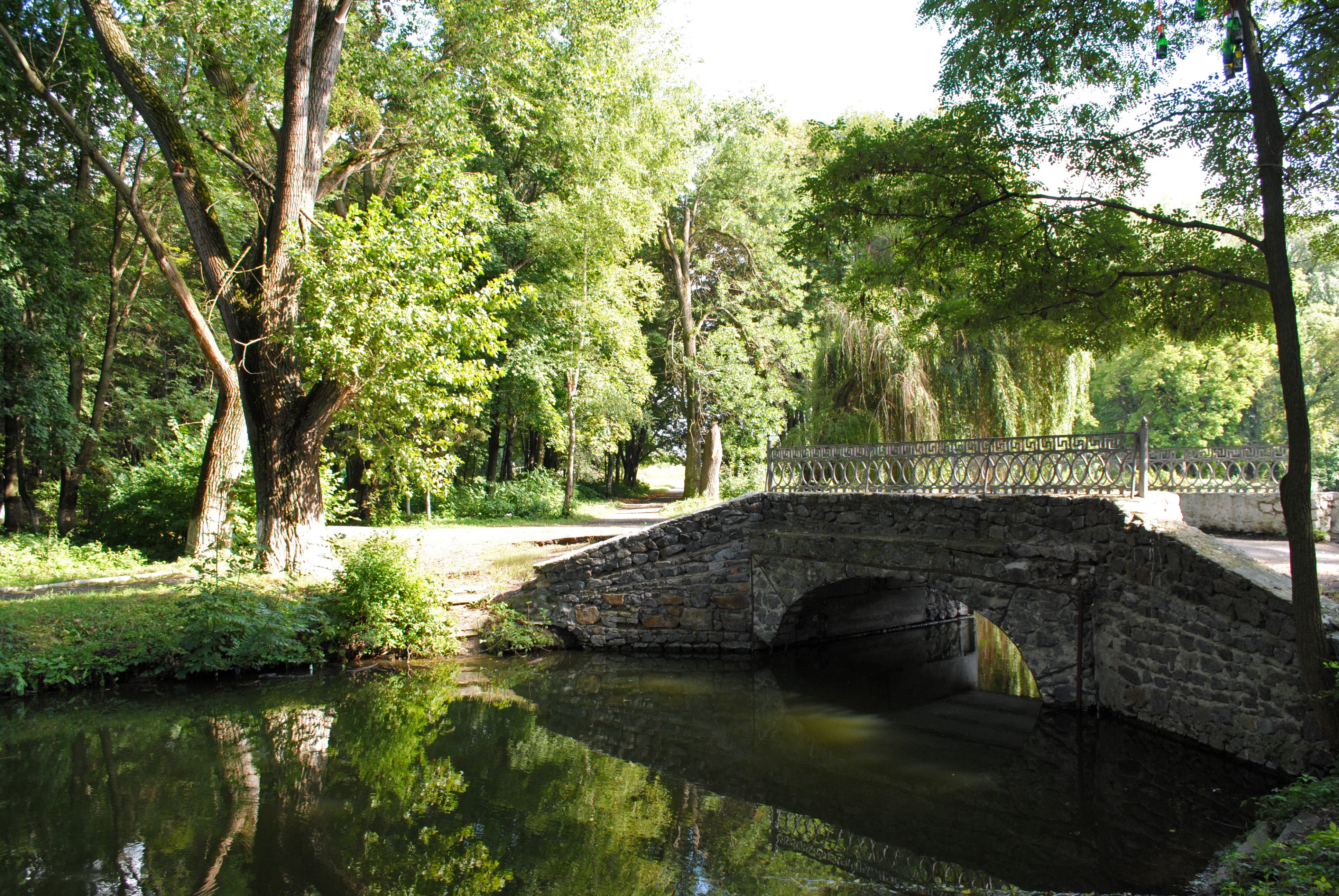
arboré et classée[4].